# Crime de Alcácer

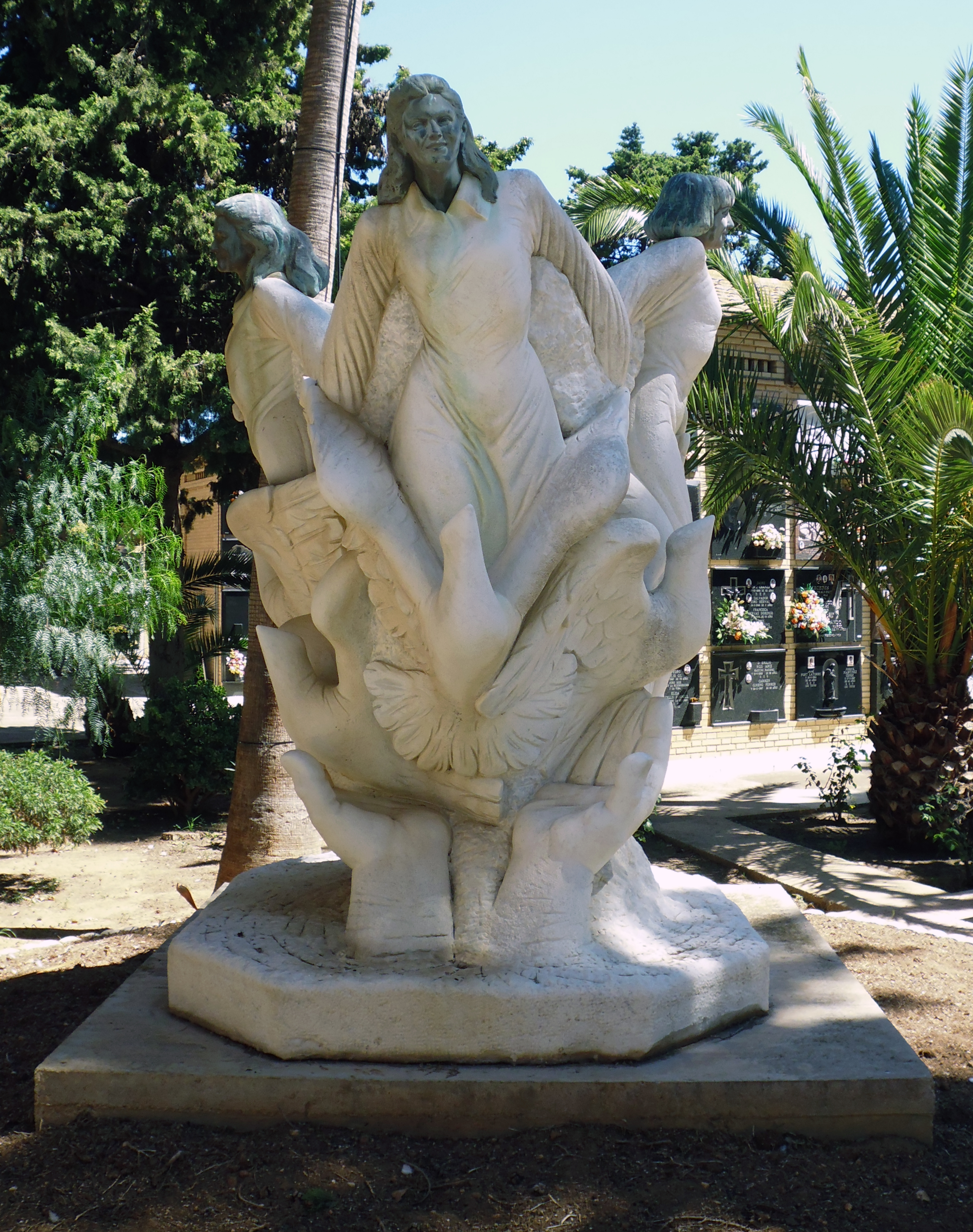
Escultura dedicada as meninas em Alcácer

O Crime de Alcácer foi um evento ocorrido em Espanha a noite do 13 de novembro de 1992 na localidade valenciana de Alcásser. Três garotas de 14 e 15 anos de Alcásser que se dirigiam à discoteca Coolor com o fim de assistir a uma festa de seu colégio que se realizaria na vizinha localidade de Picassent, foram sequestradas, violadas, torturadas e finalmente assassinadas. As meninas chamavam-se Miriam García (nascida em 28 de julho de 1978) de 14 anos, Antonia Gómez (nascida em 25 de maio de 1977), de 15, e Desirée Hernández (nascida em 17 de fevereiro de 1978), de 14 anos. Os acontecimentos ocorreram em uma montanha próxima ao Pântano de Tous. Ele é amplamente considerado como um dos casos mais trágicos nos relatórios de criminalidade da Espanha devido à extrema violência com que foi cometido e os detalhes assustadores das autópsias.

## Acontecimentos
A busca das meninas, que se prolongou durante mais de dois meses, teve uma forte repercussão nos meios de comunicação nacionais, que começaram às chamar "As meninas de Alcácer". Em 27 de janeiro de 1993 dois apicultores acharam os cadáveres em um poço de um lugar conhecido como "Partida A Romana", próximo a Tous. O achado dos cadáveres e o conhecimento posterior das vexações à que tinham sido submetidas provocaram uma profunda comoção na sociedade espanhola.
No lugar dos factos encontrou-se um documento sanitário com o nome de um dos supostos assassinos, Enrique Anglés Martins, esquizofrênico paranoico, o que dirigiu a polícia ao seu domicílio, onde deteve toda a família Anglés e Miguel Ricart, ainda que tivesse escapado o principal suspeito, Antonio Anglés Martins, em procura e captura depois de uma permissão penitenciária concedido oito meses antes do crime, em março de 1992.

## Investigação
As investigações policiais fizeram apontar a que o triplo crime foi cometido por dois delinquentes comuns: Antonio Anglés e Miguel Ricart. (Pese à grande controvérsia surgida, dado que muitas investigações faziam pensar que foram simples "cabeças de turco" e que o crime se tampou por gente de muita relevância social). O primeiro, considerado o suposto autor material dos factos, deu-se à fuga no mesmo momento em que as forças de segurança procederam a sua localização. Apesar de que a busca foi incessante, Antonio Anglés ainda se encontra em paradeiro desconhecido. Por outro lado, Miguel Ricart foi detido, julgado e condenado a cento e setenta anos de prisão em um julgamento que não tem estado isento de polêmica. Durante este julgamento especulou-se também outras possibilidades como que as meninas podiam ter sido vítimas de grupos organizados ou para realizar uma "snuff movie", o qual resultou credível para alguns, mas que não está demonstrado.
A busca de Anglés foi incessante mas pouco depois perdeu-se-lhe a pista em um barco no que, supostamente, tinha embarcado em Lisboa como polizón e do que dizem se atirou à água cerca da costa da Irlanda; desde então nada se voltou a saber dele.
A cobertura midiática do crime foi muito criticada, especialmente a emissão do programa De tu a tu, apresentado pela jornalista Nieves Herrero no povo, a mesma noite que encontraram os cadáveres. Herrero aproveitou a tremenda dor dos familiares e amigos das vítimas para emitir um especial televisivo ao vivo, convertendo a tragédia em um espetáculo público.
Há vários sites dirigidos por um grupo denominado Palleter dedicadas a dar pábulo às teorias alternativas, entre as quais destaca a que afirma que a tortura e homicídio das vítimas foi filmada em vídeo e depois vendida. Esses sites também mostram fotografias dos cadáveres das vítimas, cuja exposição pública tem sido denunciada uma e outra vez pela família de uma das menores.